# 青山ちはる
青山 ちはる（あおやま ちはる、1967年 - ）は、日本のAV女優。1980年代末から1990年代にかけて活動した。デビュー時の芸名は松下 ルミ。
公称生年月日は1970年4月19日、1971年4月19日、1975年5月7日など複数あるが、結婚時にマスコミに1967年生まれと報道されたことから、1967年生まれが正しいと考えられている。

## 略歴
九州出身。高校中退後上京、美容師など職を転々としているうちに渋谷でスカウトされ、1989年9月、松下ルミとして、『ルミのもっこり秘丘』（クリスタル映像）でAVデビュー。1990年初頭に青山ちはるに改名した。
デビュー時は今ひとつ垢抜けない感じであったが、髪型をストレートのロングヘアに変え、イメージチェンジした頃から微乳の美少女系AVアイドルとして人気が出る。コメディエンヌ風の演技が出来る明るいキャラクターで、テレビにも進出、セクシータレントとして活躍した。ソフトなイメージとは裏腹に、AVでは本番作品にも出演したことがある。
1992年1月、タレントで振り付け師のラッキィ池田と結婚しAVを引退したが、同年12月には別居状態となり、1993年5月にラッキィ池田が記者会見で破局を公表。しかし会見で「浪費癖のある青山と、実母との間で板ばさみになった」と放言した池田に青山が猛反発、池田の浮気、池田の母の溺愛によるマザコンぶりなどを女性誌で公表するなど泥沼の言い争いになり、同年11月になってようやく離婚が成立した。この間の同年8月、青山はAVに再デビュー、『ラッキーはアンラッキー 池田家の人々』、『振り付け師よりサオ師がお好き』といった池田へのあてつけのようなタイトルの出演作を残している。
『アサヒ芸能』1998年6月11日号の本人談によれば、1993年末にAVを引退したあとは、キャバクラ、スナック、麻雀店など職を転々とし、1998年には覚醒剤にからむスキャンダルを起こす。また写真誌『FLASH』（2000年11月28日号）で、半同棲していたプロレスラー・村上一成（現・村上和成）に貸した金を踏み倒されたと告発、『噂の眞相』（2001年7月号）で性風俗ルポライターと結婚の約束を取り付けながら逃げられたことを公表するなど、スキャンダルタレントとして話題を振りまいた。

## 作品

### アダルトビデオ（オリジナル作品）
松下ルミ（るみ）名義
1989年
- ルミのもっこり秘丘 Twilight Zone （9月7日、クリスタル映像）
- デラべっぴん増刊 ビンタ 2 中村由貴 松下ルミ 吉沢真由美 ほか（10月10日、英知出版）
- 口内発射スペシャル 飲み込みのいい女 （11月4日、VIP）
- すごいのかけて!! 花びら天使 （11月27日、ジューシー・プロデュース）
- 宇宙企画のSUPER LINGERIE 5 （12月10日、英知出版）　共演：斉藤みゆき他
- 狂気の愛 雨よりも優しく （12月12日、シェール）

1990年
- お嬢様の生下着 （1月1日、EL）
- 言語道断 （1月14日、ELZA）
- 口姦シャッフル ヘルスエンジェル（1月31日、新東宝）　表記：松下るみ
- 乱れエンゼル（アダムズ）
- 庭園恥図（アールエーシー B-009）
- 必殺裏筋ネッキングブリーカー（新東宝ビデオ STW-09）全6名
- すごいのかけて! 卒業シャワー 10 記念号 薬師丸ひろ美・田代水絵・松下ルミ・山本なつき・広田まみ 他（スタジオTAKU JP-0598）全10名
- 濃縮熟乱 木田彩水・松下ルミ・工藤ひとみ・いとうしいな 松下ルミ（エル ELA-052）全5名

1991年
- 上海ムーン 松下ルミ 夢園小夜子（アールエーシー GEM-001）
- パンティの汚れ（ルナ・エンタープライズ CE-003）
- タッチ・ミー たまらない果実（イメージボックス）全5名

青山ちはる名義
1990年
- 星祭り （2月21日、Juliet （TRAD））
- 淑女館 2 樹まり子・青山ちはる・中原絵美（3月4日、宇宙企画）全3名
- マイ・ピュア・レディ （3月15日、MADONNA VIRGIN （フェニックス））
- 笛吹童女 あなたと奏でたい （3月25日、MARIANA）
- 突撃一番 トンガッちゃえ （4月29日、宇宙企画）
- フェラず口 （5月11日、アリスJAPAN）
- 青山ちはるのほっといてくれよん （5月21日、Mink （JVD））
- NEWセクシーメイツ ヌケヌケフィニッシュ大狂乱 （5月21日、アテナ映像）　共演：NEWセクシーメイツ（山下麻衣、桂木美雪、桐嶋ゆう、秋山まり子）全5名
- ちはるの進級試験 刺激的に…もっと （5月24日、Pyramid-Sexy Collection）
- 超過激派宣言 ザ・レストレス 2　（7月5日、シェール）
- 猥舌 （7月15日、ゴールデンキャンディ）
- 大本命 極上女　（7月15日、Five Stars）　共演：小田切まゆ（=小田桐まゆ）
- 桃色金魚 あっち、こっち、エッチ （8月4日、ミス・クリスティーヌ）
- 看護婦の生下着 （8月20日、SOPHY）　共演：沢木まりえ
- 3年B組 （8月26日、アリーナ）
- 乙女塾 下着の秘密 （9月5日（発行）、Astro （笠倉出版社））　共演：小田切まゆ（=小田桐まゆ）
- 制服マドンナの匂い　（10月5日、Five Stars）　共演：小田切まゆ（=小田桐まゆ）
- ちはるのジャストラヴァーズ （10月5日、シャイ企画）
- 腰ふり3年シャク8年 （10月13日、アカデミー）
- 黒くてカタくてぶっとくて（アールエーシー あの17）
- おしゃまな、はいすくーる 青山ちはる 渚友紀（アイディ出版 CL-025）
- 肉体の限界 青山ちはる（ビーナス）
- 誰かが狙っている（ベルタイム BT-01）

1991年
- ビデオ手記 私の体験告白 1 快感をむさぼる女たち（1月19日、大陸書房）　他出演：冴島奈緒、工藤ひとみ他 全6名
- お嬢様はエッチがお好き（1月21日、大陸書房）
- 性戯姫 （4月10日、Five Stars）
- 明るいセク・ハラ娘 お熱いものください （6月21日、大陸書房）
- 唇から媚薬（アールエーシー OA-003）

1993年
- ラッキーはアンラッキー 池田家の人々 （8月20日、Adonis）
- 振り付け師よりサオ師がお好き （9月24日、Adonis）
- 若奥様ちはるの大逆襲 （10月25日、KISS GOLD）
- 象のじょうろ （11月24日、Adonis）
- 引退記者会見 復活～引退の全て （12月24日、Adonis）
- アンラッキーな女（ローズマリー RSM-002）

### アダルトビデオ（編集もの、BESTもの、ほか）
1989年
- 顔面シャワーエレクト・10 PART.11（クリスタル映像 CS-21）全10名

1990年
- パワフル・スーパービデオ DOKIDOKI 2（9月、リイド社 LV-1044）
- マリアナ・ベストヒット 樹まり子・青山ちはる ほか（10月10日、ホップビデオ）全6名
- ビデオマガジン Beppin 23 星野陽子 高橋夏樹 青山ちはる 星川めぐみ ほか（11月20日、英知出版）
- ザ・ベスト・オブ発射スペシャル 9（12月15日、アリーナ）全10名
- ベストコレクション あいだもも・青山ちはる・北原ななせ（シャイ企画 FE-033）全3名

1991年
- 制服ロマン娘（2月25日、笠倉出版社）全5名
- あぶない制服 VS ランジェリーSPECIAL 25（10月5日、笠倉出版社）全25名

1993年
- お嬢様シリーズ だってバックが好きだもん（3月26日、アルテック）全5名
- スキャンダラスな女優たち（12月10日、VIP）全13名
- お嬢さまの変態ONANIE 青山ちはる・樹まり子・前原祐子・加山なつ子 他（イメ－ジボックスHC-01）全6名

1994年
- アドニススペシャル トップスターバトル 二大対決 樹マリ子・青山ちはる（2月10日、アイビック AD-24）
- お姉さんのいけないONANIE（12月26日、イメージボックス MD-12）全10名

1995年
- 120人の美女 AV秘蔵コレクション 3（1月6日、笠倉出版社）全30名
- 乱ジェリーで悶々！（4月20日、コアラブックス）全4名
- コレクター北条満編集 7 オナニー狂い 麻宮千聖、庄司みゆき、東清美、鮎川真理 他（11月25日、イメージボックス MD-23）全20名
- 学園 Fuck Fuck Fuck 100人 あのスターは何処へ（12月14日、スタジオTAKU）全100名

1996年
- 女優別裏ビデオ大全集（2月9日、コアマガジン）全9名

1997年
- 女優別裏ビデオ大全集 2（1月15日、コアマガジン）多数出演

2001年
- お宝コレクション16 青山ちはる 伊藤さやか（6月25日、デジタル・コミュニケーションズ）
- 制服の聖女たち（7月19日、ディジタルメディアネットワーク DMNV-11）全6名
- フェアエスト Remix 2（10月19日、フェアエスト）全17名

2002年
- アリスJAPAN 2003（12月13日、アリスJAPAN）全24名
- 宇宙企画 Classic 淑女館（12月22日、宇宙企画）全6名 ※「淑女館」「淑女館 2」を収録

2003年
- すごいのかけて！ 村上麗奈･姫野真利亜･青山ちはる（2月28日、シュガー・ワークス）全3名
- REVIVAL COLLECTION 5 よみがえるAV黄金期の女優たち 1（4月1日、鹿砦社）全5名
- 宇宙企画Classic BEST REMIX 2（6月13日、宇宙企画）全12名
- プロジェクトXXX AV界を支えた女たち お姉さんセレクション（6月20日、日本メディアサプライ）全10名
- SHY VINTAGE 小沢奈美+青山ちはる（9月19日、シャイ企画）
- 十二章 DVD2枚組8時間（12月19日、エイジーエイ）全12名

2005年以降
- アリス・メモリアル 1990 森川いづみ 沢木まりえ 青山ちはる 浅井理恵（2005年9月16日、アリスJAPAN）全4名
- DECADE 青山ちはる（2007年3月23日、ピエロ）
- DECADE EX 26 お宝映像全て見せます 40連発4時間 1（2010年7月30日、ピエロ）全40名
- ロリータ貧乳乳もみインタビュー（2010年11月1日、Fetishist）全24名
- DECADE EX 34 青山ちはる（2011年2月25日、ピエロ）
- Legend Plus 青山ちはる 早紀麻未 加納妖子（2012年2月17日、エー・エス・ジェイ）全3名 ※「お嬢様はエッチがお好き/青山ちはる」「肉体の天使/早紀麻未」「魔性の女 妖子/加納妖子」を収録

発売年不明
- 夜交性マリオネット（VOLTAGE GROUP VO-006）VHS
- VINBO 22 AVギャルNEWフェイス大図鑑（フジテレビ SS-035）全22名 VHS
- コレクター北条満編集 45 完全絶頂コレクション痙攣60人E（コレクターズ・システム販売 HJM-45）VHS 全60名
- DO it？制服 沢木まりえ・青山ちはる・御堂静（バリーズ BLD-010）DVD

### オリジナルビデオ
- 永井豪のこわいゾーン2 戦鬼 （1990年8月24日、バンダイ）監督:永井豪 早川光 主演:青山ちはる [1]

## 書籍

### 写真集
- 熱風写真館 CHIC18（1990年5月30日、スコラ）撮影:野村誠一 全18名 ISBN 9784796200134
- 10 CARATS STORIES あいだもも・長峰ルミ・小沢奈美・青山ちはる 他 全10名（1991年9月20日、英知出版）撮影:木村智哉
- スウィート・ランジェリー 2 あいだもも・高見沢杏奈・木田彩水・小沢奈美 他 全12名（1991年11月20日、英知出版）

### 雑誌
松下ルミ名義
- 告白ジュニア 1990年1月号（白夜書房）
- URECCO 1990年1月号（ミリオン出版）
- ビデオ・ザ・ワールド 1990年2月号（白夜書房）

青山ちはる名義
- ACTRESS 1990年7月号（リイド社）
- デラべっぴん 1991年2月号（英知出版）
- ビデオ THE ワールド 1993年1月号、10月号（白夜書房）
- 月刊 ザ・テンメイ 1993年8月号（竹書房）
- MEDIA JAPON vol.16（1994年2月15日、白夜書房）
- 月刊ザ・テンメイ総集編 きクぜ!（1994年2月28日、竹書房）
- ビデオ・ザ・ワールド 1997年6月号（コアマガジン）